# Emoia battersbyi
Emoia battersbyi este o specie de șopârle din genul Emoia, familia Scincidae, descrisă de Joan B. Procter în anul 1923. Conform Catalogue of Life specia Emoia battersbyi nu are subspecii cunoscute.